# American Journal of Medical Genetics
American Journal of Medical Genetics è una rivista scientifica peer-reviewed; edita dalla casa editrice John Wiley & Sons e pubblicata in tre parti (A, B, C), la rivista si occupa di genetica medica.

## Storia
Il primo caporedattore della rivista fu il medico John M. Opitz, il secondo fu John C. Carey e il terzo e attuale caporedattore della parte A del giornale è il medico Maximilian Muenke. Carey è tuttora caporedattore della sezione C della rivista, mentre Ming T. Tsuang e Stephen Faraone sono direttori della sezione B. La rivista iniziò ad essere edita nel 1977, ma solo nel 1996 essa venne divisa in parte A e parte B; nel 1999 si operò un'ulteriore suddivisione del periodico, con la creazione della parte C.

## Parti
La rivista consta di tre macrosezioni:
- American Journal of Medical Genetics Part A
- American Journal of Medical Genetics Part B: Neuropsychiatric Genetics
- American Journal of Medical Genetics Part C: Seminars in Medical Genetics

La parte A si basa sugli argomenti più ampi in materia di genetica medica, focalizzandosi in particolare sulla patogenesi e sull'eziologia delle malattie genetiche. La prima sezione della rivista tratta anche di analisi del fenotipo, di nosologia, di variabilità genetica e di sindromi genetiche scoperte da poco, oltre che di counseling genetico e di linee guida per la terapia delle malattie congenite note. Il contenuto della rivista è improntato all'analisi del fenotipo (anche a fini diagnostici) nell'ambito di alterazioni dell'ontogenesi, del metabolismo e della neurogenetica, con particolare attenzione per il ritardo mentale e per i disturbi dello sviluppo ad esso associati. Altri temi trattati nella parte A sono l'epidemiologia di alcune malformazioni congenite, la correlazione tra determinate sindromi e alcuni disturbi del comportamento e altri dettagli inerenti alla clinica dei soggetti affetti da malattie genetiche.